# Concubinage
Ne doit pas être confondu avec Union libre ou Union civile.
Le terme de concubinage désigne la situation juridique d'un couple de fait formé de deux personnes adultes qui vivent ensemble de façon durable et notoire sans avoir célébré leur union de façon officielle. En ce sens, l'expression (pléonastique) concubinage notoire, souvent utilisée, est exactement synonyme de concubinage.
Dans nombre de législations, l'existence d'une communauté de vie durable entre deux adultes vivant maritalement est qualifiée de concubinage et génère les effets juridiques correspondant à cette situation, parfois même à l'insu des intéressés.

## Historique
Étymologiquement, concubin signifie « celui qui couche avec ».
Le terme a eu pendant longtemps un caractère péjoratif : en France, par exemple, au début du XXe siècle le concubinage est considéré comme propre aux femmes de mauvaise vie et le Code civil français lui a été longtemps défavorable.
Le concubinage fut prôné par divers courants philosophiques et politiques de la mouvance libertaire à partir du XIXe siècle (notamment par les anarchistes), appelant à refuser le mariage, institution jugée illégitime par ces courants.

## Distinction avec l'union libre
Historiquement, les termes d'union libre et de concubinage étaient assez similaires, renvoyant tous deux à une situation d'exception. Lorsque cette situation était tolérée par la loi, on admettait que les concubins puissent vivre en « union libre », l'absence d'interdit ayant pour corollaire l'absence totale de reconnaissance par une quelconque autorité publique.
Il convient désormais de distinguer le concubinage, qui fait l'objet d'une définition dans bon nombre de législations, et auquel sont alors attachés des effets juridiques (et parfois même sociaux et fiscaux), de l'union libre, qui demeure une situation non prévue par le droit et dont nul ne peut se prévaloir auprès d'une quelconque autorité administrative. Il est toutefois difficile de déterminer précisément à partir de quel moment un couple en union libre pourra être considéré comme étant en concubinage, la durée et la stabilité de la relation entre les deux partenaires étant les meilleurs indicateurs.

## Situation internationale

### Pays anglophones
Le mariage en common law est une forme ancienne de reconnaissance du concubinage qui perdure dans les anciennes colonies britanniques que sont le Canada et les États-Unis. En revanche, il n'existe plus au Royaume-Uni. Le terme utilisé au Canada francophone pour désigner les concubins est plutôt « conjoint de fait ».
En Australie, le gouvernement fédéral réglemente les « relations de fait » (« de facto relationship ») par le Family Law Act 1975 (en). Depuis 2009, cela inclut les couples de même sexe,. En Nouvelle-Zélande, le Property (Relationships) Act 1976 (en) qui réglemente le partage des biens en cas de séparation reconnaît depuis 2001 les relations de fait, c'est-à-dire les personnes vivant en couple sans être mariées ou en union civile.

### France
La donation entre vifs était interdite entre concubins jusqu'en 1981.
Depuis 1999, dans le cadre des réformes du droit de la famille du gouvernement Jospin, l'article 515-8 du Code civil définit le concubinage comme « une union de fait, caractérisée par une vie commune présentant un caractère de stabilité et de continuité, entre deux personnes, de sexe différent ou de même sexe, qui vivent en couple ».
Avec le système des parts fiscales, le cumul des impôts dus par les deux concubins, doit théoriquement être égal à l'impôt qu'ils auraient conjointement s'ils étaient mariés, et il leur appartient de faire leurs propres calculs pour le vérifier. Cependant, il existe des dispositions spécifiques aux couples mariés. Ainsi, les concubins ne peuvent se céder des droits à prêt d'épargne logement, alors que les mariés le peuvent, ainsi qu'à tous les ascendants et descendants du conjoint. Cette disposition a pourtant été prise en 1985, après la réforme de 1981, et a été maintenue lors de la réforme de 1999, si bien que les partenaires pacsés ne peuvent, non plus, bénéficier de ce droit.
Le concubinage notoire est dans le droit français un concubinage ou une union libre attesté par un certificat du maire ou les témoignages écrits d'amis, voisins etc. Cette situation particulière ouvre alors droit à des avantages administratifs spécifiques, ainsi en matière d'allocations familiales.

### Hongrie (Élettársi Kapcsolat)
Depuis 1996, la Hongrie reconnaît les couples établis quels que soient les sexes des partenaires, par un amendement au code civil qui précise que des « partenaires – en l'absence de précision – sont deux personnes qui vivent une relation émotionnelle et économique au même domicile, sans être mariés ».
Il n'y a pas de procédure officielle d'enregistrement.
La loi donne quelques droits et avantages, mais ils ne sont pas automatiquement donnés, leur attribution étant de la compétence du département social du gouvernement local.

### Norvège
Le concubinage est très répandu en Norvège.
Concubinage = Samboerskap.
Concubin(e) = Samboer.

### Pologne
Il n'existe pas en Pologne de terme consacré et neutre permettant de désigner un couple vivant ensemble sans être marié. Le terme de « cohabitation » (kohabitacja) n'est pas bien compris, tandis que celui de « concubinage » (konkubinat) est péjoratif.

### Suède
La cohabitation est très répandue en Suède. Il y a une loi qui la régule.

## Pour approfondir